# Ragnar Vik

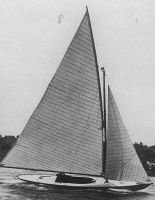
Vaixell Sildra, tripulació del qual fou vencedora de la medalla d'or als Jocs Olímpics d'estiu de 1920.

Ragnar Magne Vik (Tønsberg, Vestfold, 31 de juliol de 1893 - Liverpool, Anglaterra, 9 de gener de 1941) va ser un regatista noruec que va competir a començaments del segle xx.
El 1920 va prendre part en els Jocs Olímpics d'Anvers, on va guanyar la medalla d'or en els 8 metres (1919 rating) del programa de vela, a bord del Sildra.